# خورخه سوتومایور
خورخه سوتومایور (انگلیسی: Jorge Sotomayor؛ زادهٔ ۲۹ مارس ۱۹۸۸) بازیکن فوتبال اهل آرژانتین است.
از باشگاه‌هایی که در آن بازی کرده‌است می‌توان به باشگاه فوتبال ریور پلاته و باشگاه ورزشی فورتالزا اشاره کرد.
وی همچنین در تیم ملی فوتبال Argentina U17 بازی کرده‌است.